# Narudasia festiva
Narudasia festiva is een hagedis uit de infraorde gekko's (Gekkota) en de familie Gekkonidae.

## Naam en indeling
De wetenschappelijke naam van de soort werd voor het eerst voorgesteld door Paul Ayshford Methuen en John Hewitt in 1914. Later werd de wetenschappelijke naam Quedenfeldtia festiva gebruikt. Ook het geslacht Narudasia werd beschreven door Methuen en Hewittin 1914, Narudasia festiva is de enige vertegenwoordiger van deze monotypische groep.
De geslachtsnaam Narudasia verwijst naar de typelokatie; Narudas.

## Verspreiding en habitat
De gekko komt voor in delen van Afrika en leeft endemisch in het zuiden en centrale deel van Namibië. De habitat bestaat uit droge savannen, droge tropische en subtropische scrublands en rotsige omgevingen. De soort is aangetroffen op een hoogte van ongeveer 200 tot 1300 meter boven zeeniveau.

## Beschermingsstatus
Door de internationale natuurbeschermingsorganisatie IUCN is de beschermingsstatus 'veilig' toegewezen (Least Concern of LC).